# Чермадагар
Чермадага́р — гірська вершина у східній частині Великого Кавказу. Знаходиться на півночі Азербайджану.